# Scottiola
Scottiola is een geslacht van rechtvleugeligen uit de familie krekels (Gryllidae). De wetenschappelijke naam van dit geslacht is voor het eerst geldig gepubliceerd in 1940 door Uvarov.

## Soorten
Het geslacht Scottiola omvat de volgende soorten:
- Scottiola bicincta Chopard, 1930
- Scottiola ceylonica Chopard, 1936
- Scottiola chagosensis Bolívar, 1912
- Scottiola divarna Bhowmik, 1978
- Scottiola elongata Bhowmik, 1978
- Scottiola hirsuta Chopard, 1952
- Scottiola minima Chopard, 1928
- Scottiola obscura Chopard, 1952
- Scottiola rufovariegata Chopard, 1931
- Scottiola salticiformis Bolívar, 1912
- Scottiola silvicola Chopard, 1952
- Scottiola variegata Chopard, 1929